# VUUR
VUUR es una banda neerlandesa de metal progresivo fundada el año 2016 por la cantante y compositora Anneke van Giersbergen.

## Historia
El nombre VUUR proviene del idioma neerlandés y significa "fuego", "pasión", "unidad". Este nombre se eligió como representación del lado "metalero" de Anneke y ella enfatizó que VUUR no se trataría de otro proyecto más, sino de una nueva banda fija.

"Es como si estuviera buscando contradicciones ", dice Anneke sobre dividr su enfoque en dos." Quiero que lo pesado sea realmente pesado, y que las cosas acústicas suaves que puedo hacer sean casi silenciosas e introspectivas. Estoy tratando de encontrar esos límites exteriores. Todavía estoy escribiendo y colaborando con diferentes personas, por lo que el estilo de VUUR sigue siendo algo diferente a THE GATHERING y THE GENTLE STORM. Se podría decir que la música de VUUR tiene la melancolía de THE GATHERING y muchos elementos de THE GENTLE STORM, pero es un poco más oscuro, con menos elementos folk. Todavía es melódico y cálido, pero pesado.
Anneke en una entrevista para Blabbermouth en 2016.

La cantante Marcela Bovio fue inicialmente parte de la formación. Sin embargo, cuando comenzó la grabación del álbum debut de la banda, Bovio y van Giersbergen "querían tomar direcciones muy diferentes en lo que respecta al sonido y al acercamiento a las voces". Después de no encontrar un compromiso que satisficiera creativamente a ambas, se decidió que Bovio abandonaría la banda, ya que las dos temían que perdieran su amistad al tener distintas motivaciones e ideas para la banda. Bovio hizo su salida oficial el 11 de abril de 2017, al afirmar que "estoy realmente devastada, porque soy un gran fan de Anneke y de todos y cada uno de los miembros de la banda; todos son personas increíblemente dulces, además de músicos de primer nivel".
A principios de mayo de 2017, la banda anunció a través de su Facebook oficial que el álbum debut estaba ya en proceso de mezcla. El álbum llegará el 20 de octubre de 2017, se llamará In This Moment We Are Free – Cities, contendrá 11 tracks y la música será pesada, melódica y progresiva.
Actualmente la banda se encuentra trabajando en su segundo álbum de estudio.

## Miembros

### Miembros actuales
- Anneke van Giersbergen - Voz (2016-presente)
- Ed Warby - Batería (2016-presente)
- Johan van Stratum - Bajo (2016-presente)
- Ferry Duijsens - Guitarra (2016-presente)
- Jord Otto - Guitarra (2016-presente)

### Miembros anteriores
- Marcela Bovio - Voz (2016-2017)

## Discografía

### Álbumes de estudio
- In This Moment We Are Free - Cities (2017)